# Psychotria ostreophora
Psychotria ostreophora là một loài thực vật có hoa trong họ Thiến thảo. Loài này được (Wernham) C.M.Taylor miêu tả khoa học đầu tiên năm 1994.